# カルラ・ティカツケーク
カルラ・ティカツケーク（イタリア語: Carla Tichatscheck、1941年1月6日 - 2015年1月29日）は、イタリア出身のフィギュアスケート選手（女子シングル）。1960年スコーバレーオリンピックイタリア代表。

## 主な戦績
| 大会/年      | 1956-57 | 1957-58 | 1958-59 | 1959-60 |
| ------------ | ------- | ------- | ------- | ------- |
| オリンピック |         |         |         | 16      |
| 世界選手権   | 18      | 20      | 13      | 22      |
| 欧州選手権   |         | 16      | 13      | 14      |